# Leptopsylla algira
Leptopsylla algira är en loppart som beskrevs av Jordan et Rothschild 1912. Leptopsylla algira ingår i släktet Leptopsylla och familjen smågnagarloppor.

## Underarter
Arten delas in i följande underarter:
- L. a. algira
- L. a. agadirensis
- L. a. atlantidis
- L. a. costai
- L. a. moroccana
- L. a. popovi
- L. a. scopolii
- L. a. serveti
- L. a. tuggurtensis
- L. a. vogeli